# I. e. 308
Évszázadok: i. e. 5. század – i. e. 4. század – i. e. 3. század
Évtizedek: i. e. 350-es évek – i. e. 340-es évek – i. e. 330-as évek – i. e. 320-as évek – i. e. 310-es évek – i. e. 300-as évek – i. e. 290-es évek – i. e. 280-as évek – i. e. 270-es évek – i. e. 260-as évek – i. e. 250-es évek
Évek: i. e. 313 – i. e. 312 – i. e. 311 – i. e. 310 –  i. e. 309 – i. e. 308 – i. e. 307 – i. e. 306 – i. e. 305 – i. e. 304 – i. e. 303

## Események

### Makedón Birodalom
- Ptolemaiosz Kis-Ázsiából áthajózik Görögországba, ahol elfoglalja Korinthoszt, Sziküónt és Megarát. Ezután békét köt Kasszandrosszal és hazatér.
- Kleopátra, Nagy Sándor nővére beleegyezik, hogy feleségül megy Ptolemaioszhoz, de Antigonosz meggyilkoltatja.

### Észak-Afrika
- A kürenaikai Ophellasz két hónapos menetelés után tízezres seregével karthágói területre ér, ahol a szürakuszai Agathoklész barátságosan fogadja. Rövidesen azonban árulással vádolja őt és meglepetéssszerűen megtámadva meggyilkoltatja Ophellaszt. Vezér nélküli zsoldoscsapatai átállnak Agathoklészhoz, aki a szárazföld felől blokád alá veszi Karthágót; a város a tenger felől azonban továbbra is utánpótláshoz jut.

### Róma
- Quintus Fabius Maximus Rullianus consulságát meghosszabbítják és Publius Decius Must kapja tiszttársául. Fabius a szamnisz háborút kapja és elfoglalja Alfaternát.
- Decius az etruszkok ellen vonul, megadásra kényszeríti Tarquiniit, Volsinii pedig egyéves fegyverszünetért cserébe kifizeti a római sereg zsoldját.
- Az etruszkokat támogató umbriaiak váratlan támadást intéznek Róma ellen. Mindkét consul a város közelébe siet. A táborát építő Fabiust megtámadják az umbriaiak, de visszaveri őket és azok békét kérnek.[1]

## Születések
- II. Ptolemaiosz egyiptomi fáraó
- II. Hierón szürakuszai király
- Ophellasz, makedón hadvezér, kormányzó

## Halálozások
- Makedóniai Kleopátra, Nagy Sándor nővére

## Fordítás
- Ez a szócikk részben vagy egészben  a(z)   308 BC című angol Wikipédia-szócikk ezen változatának fordításán alapul.  Az eredeti cikk szerkesztőit annak laptörténete sorolja fel. Ez a jelzés csupán a megfogalmazás eredetét és a szerzői jogokat jelzi, nem szolgál a cikkben szereplő információk forrásmegjelöléseként.